# Boynuyaralı Mehmed Pascià
Pascià Boynuyaralı Mehmed, conosciuto anche come Boynueğri Mehmed Pascià, (... – Eyüp, 1665) è stato un militare ottomano.
Fu gran visir dell'Impero Ottomano dal 26 aprile 1656 al 15 settembre 1656.
Mehmed Pascià combatté nella guerra ottomano-safavide del 1623–1639 sotto il sultano Murad IV. È stato ferito al collo durante una battaglia, guadagnandosi gli epiteti boynuyaralı ("collo ferito" in turco) e boynueğri ("collo storto"). Come sergente generale in gioventù, fu coinvolto nell'esecuzione del poeta satirico Nef'i.